# Katedrála svatého Matouše (Salerno)
Katedrála sv. Matouše v Salernu je hlavní a arcibiskupský kostel v jihoitalském městě Salerno. Románská bazilika z let 1076–1084 je zasvěcena svatému Matoušovi, jehož ostatky se podle podání uchovávají ve zdejší kryptě.

## Historie
Stavbu kostela zahájil roku 1076 tehdejší vévoda Apulie a Kalábrie, normanský dobyvatel Robert Guiscard (Robert de Hauteville) a kostel roku 1084 vysvětil reformní papež Řehoř VII., který závěr svého života prožil ve vyhnanství v Salernu a je ve zdejší katedrále pohřben. Po zemětřesení roku 1688 byl zejména vnitřek katedrály přestavěn ve slohu pozdního neapolského baroka, pozdější přestavby se snažily tento zásah oslabit. V září 1943, když se v Salernu vylodili Spojenci, byla katedrála také poškozena.[zdroj?]

## Popis

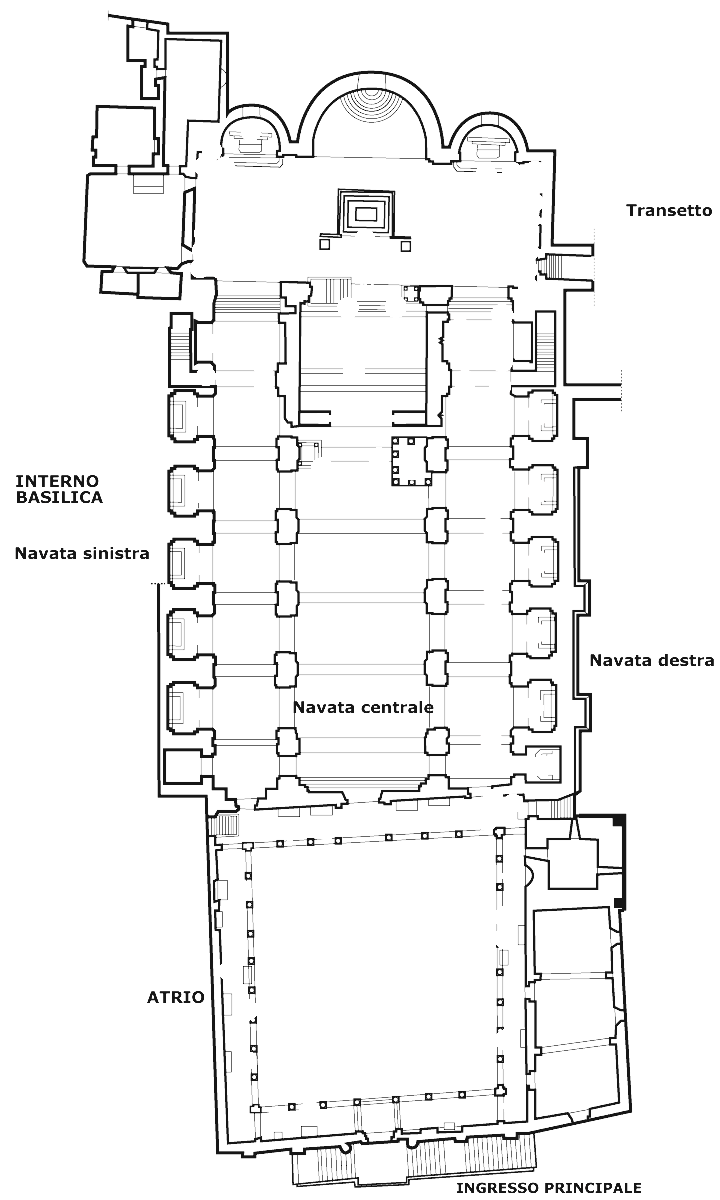
Půdorys katedrály

Do chrámu se vstupuje po schodech, které vedou do rajského dvora. K západnímu průčelí kostela je představen prostorný čtvercový rajský dvůr, obklopený dvoupatrovou románskou kolonádou s 28 antickými kamennými sloupy, které pocházejí z nedalekého Paesta. K jihovýchodnímu rohu rajského dvora (a k jihozápadnímu rohu katedrály) přiléhá 56 m vysoká zvonice s osmi velkými zvony, která nese stopy arabského vlivu. Západní průčelí kostela si zachovalo románský ráz. Hlavní vchod do chrámu má půlkruhový tympanon s románskou mozaikovou výzdobou a brána se uzavírá dřevěnými vraty, pokrytými 56 bronzovými destičkami se scénami z Matoušova evangelia. Destičky pocházejí z Konstantinopole a byly odlity roku 1099.[zdroj?]
Vlastní chrám je trojlodní románská bazilika s barokní štukovou dekorací uvnitř, ukončená příční lodí se třemi apsidami. V lodi jsou dvě kamenné kazatelny, zčásti se středověkou mramorovou mozaikou ve stylu římských Cosmati. Před hlavním oltářem stojí dva starověké sloupy ze zelenavého mramoru a v kapli napravo je hrob papeže Řehoře VII., který roku 1085 v Salernu jako vyhnanec zemřel. Pod východní částí kostela je románská krypta, rovněž s bohatou pozdně barokní výzdobou. V kryptě je podle starého podání pohřben evangelista svatý Matouš.

### Galerie

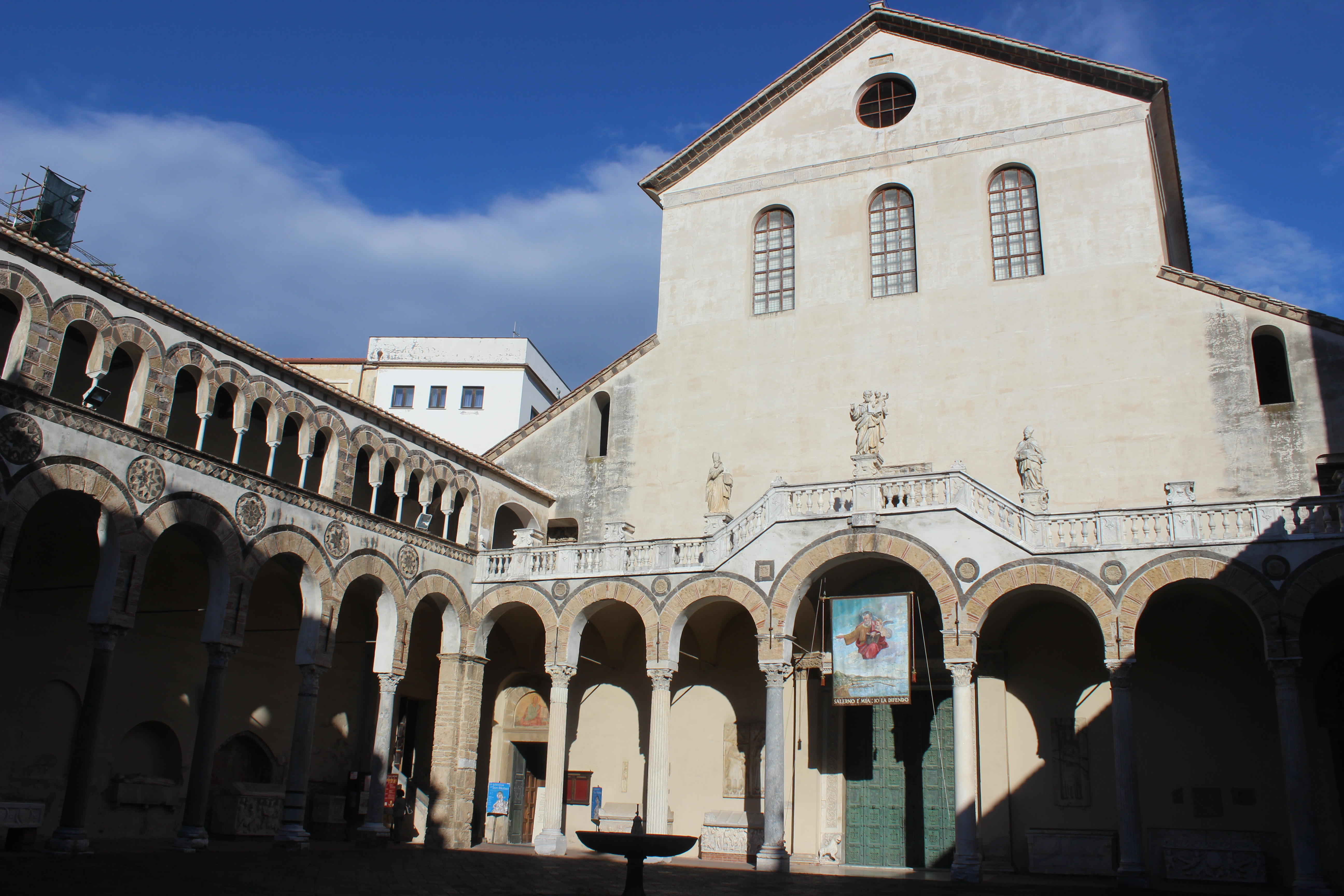
Rajský dvůr
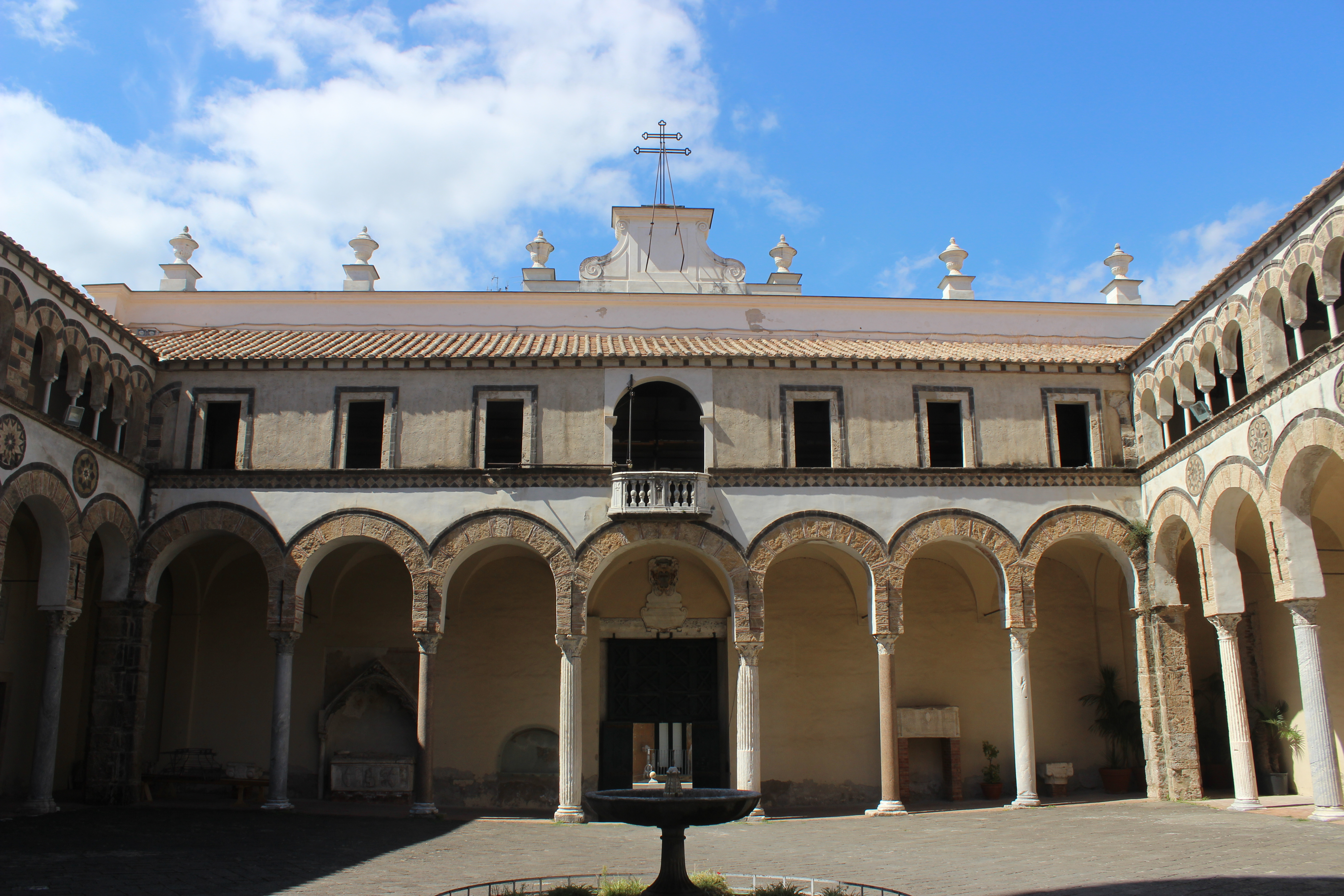
Rajský dvůr k západu
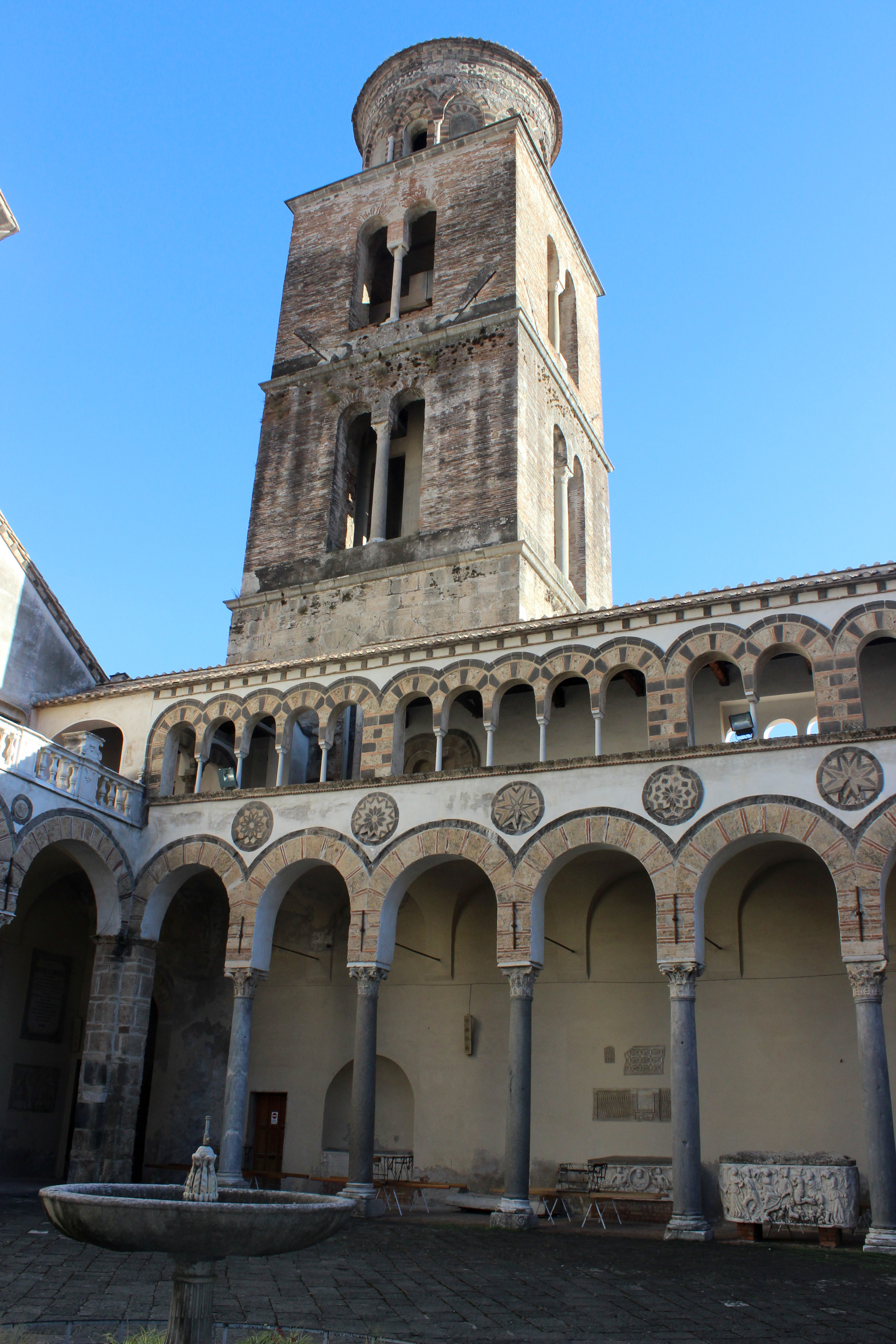
Rajský dvůr a věž
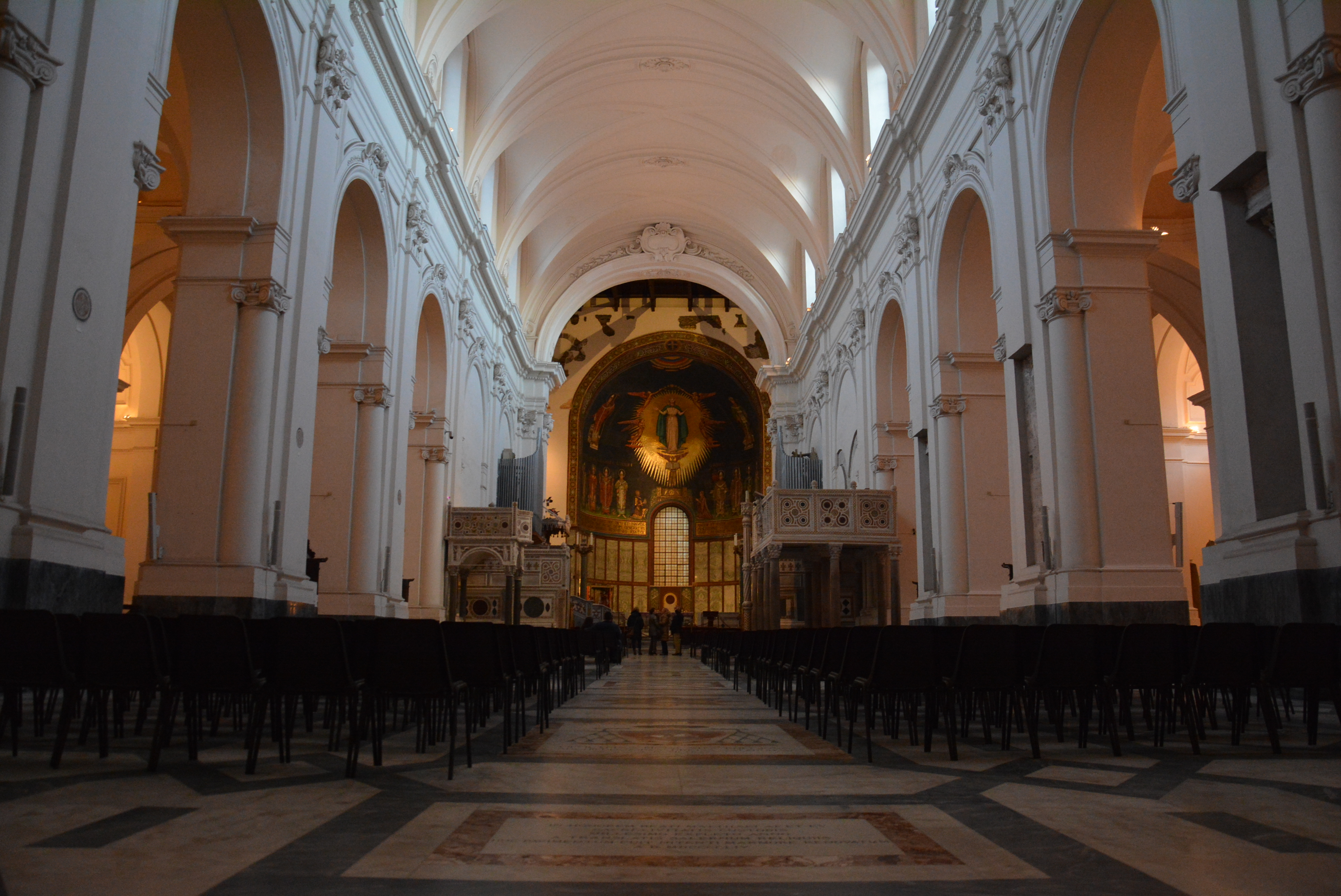
Interiér směrem k oltáři

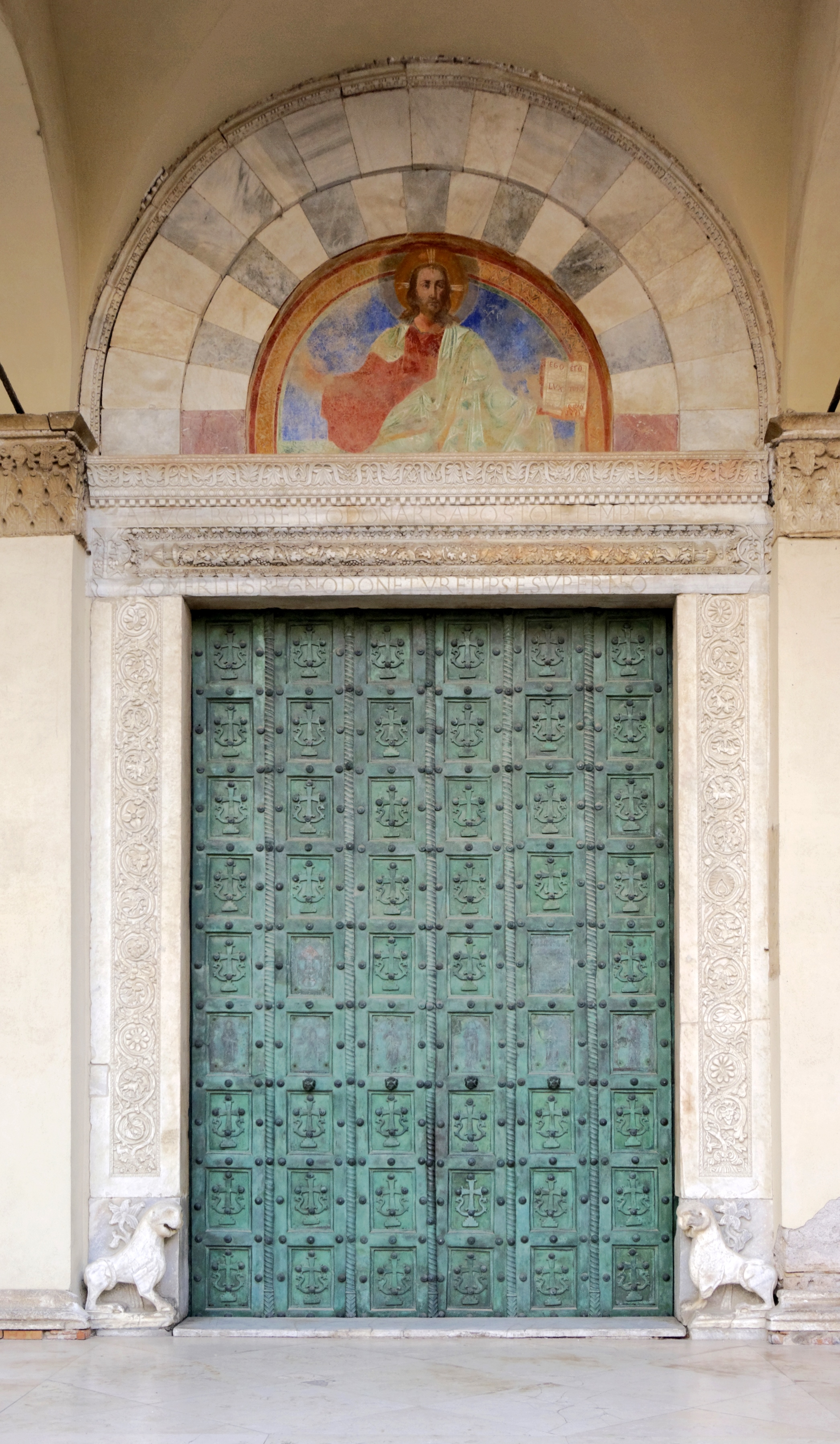
Hlavní vchod s bronzovými vraty
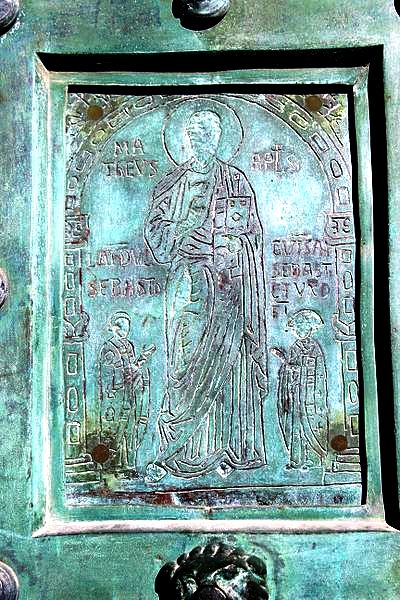
Bronzová deska, sv. Matouš
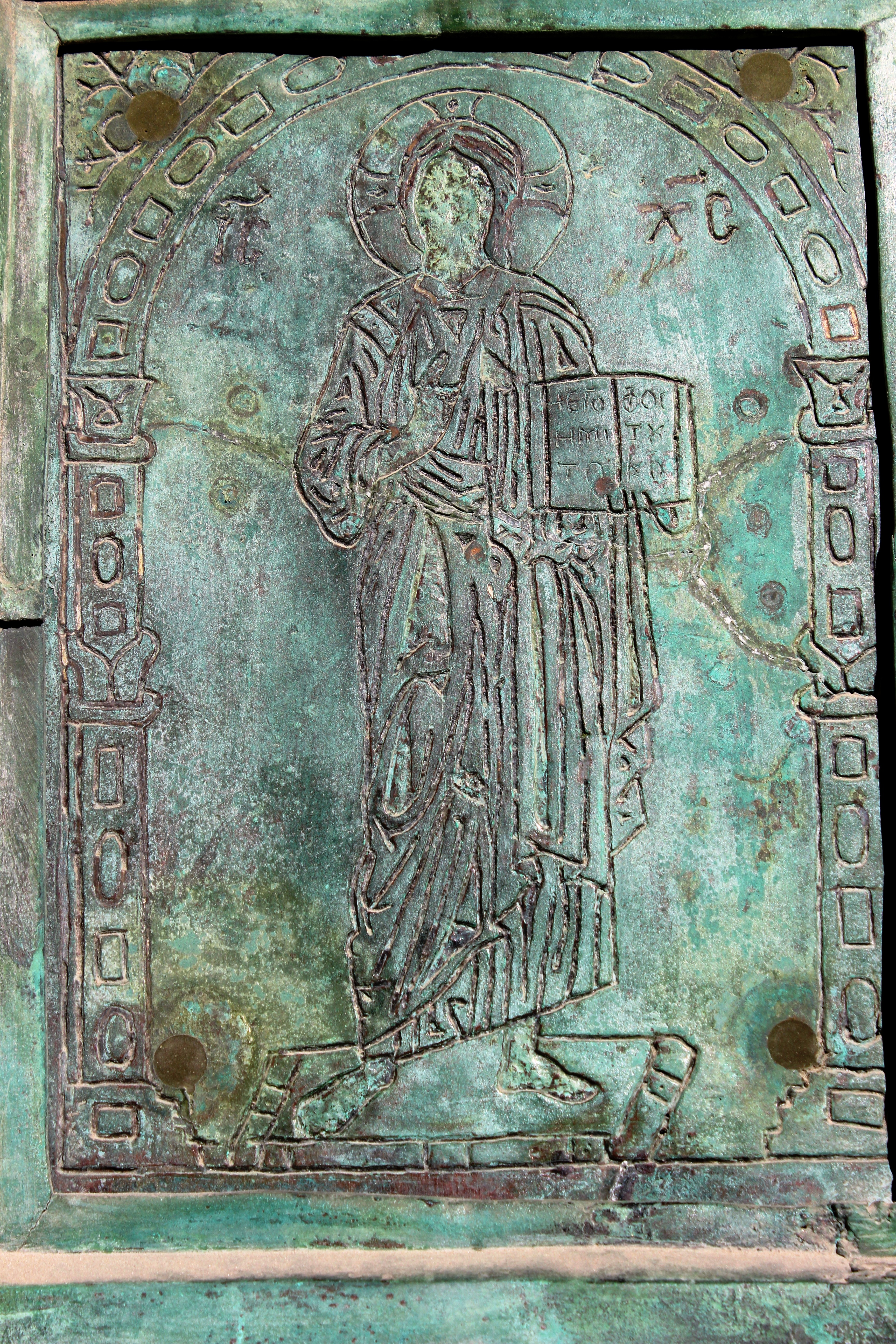
Bronzová deska z vrat
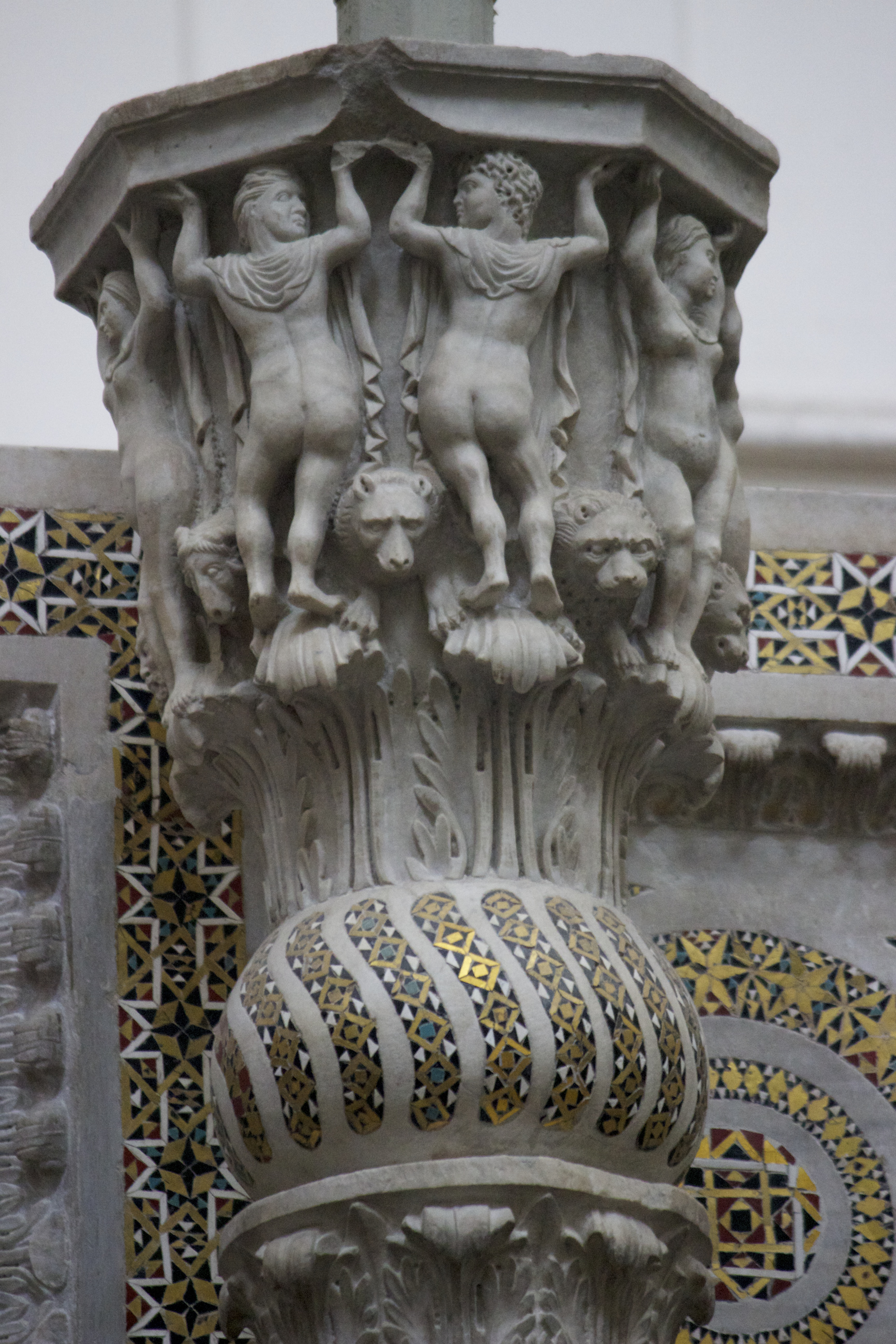
Kamenná kazatelna